# Celebrate the Nun
Celebrate the Nun fue una banda alemana de new wave y synth pop que se formó en 1987. Estaba compuesta por H. P. Baxxter y Rick J. Jordan (desde 1993 miembros de Scooter) junto con la hermana de Baxxter, Britt Maxime y, hasta 1990, Slin Tompson.

## La corta vida de losCelebrate
La carrera de este grupo fue corta y con tan solo dos álbumes de estudio (Meanwhile y Continuous) y cinco sencillos promocionales, la banda logró muchos adeptos en Europa y América, trascendiendo hasta la actualidad con sus magníficas composiciones de pop sintetizado.
El primer álbum bastó para que actualmente se hable de la banda como una leyenda, y no es para menos, los Celebrate se erigen sobre las demás bandas de synth pop por su originalidad, románticas melodías y letras muy bien compuestas que las separa de la masa de grupos que soñaban ser como los Depeche Mode en aquellos años ochenta.
Canciones como Ordinary town, Will you be there o She's a secretary han quedado marcadas en la memoria colectiva y son añoradas por miles de fanáticos, permaneciendo como una de las mejores agrupaciones de synth pop del mundo.

## Decadencia deCelebrate the Nun

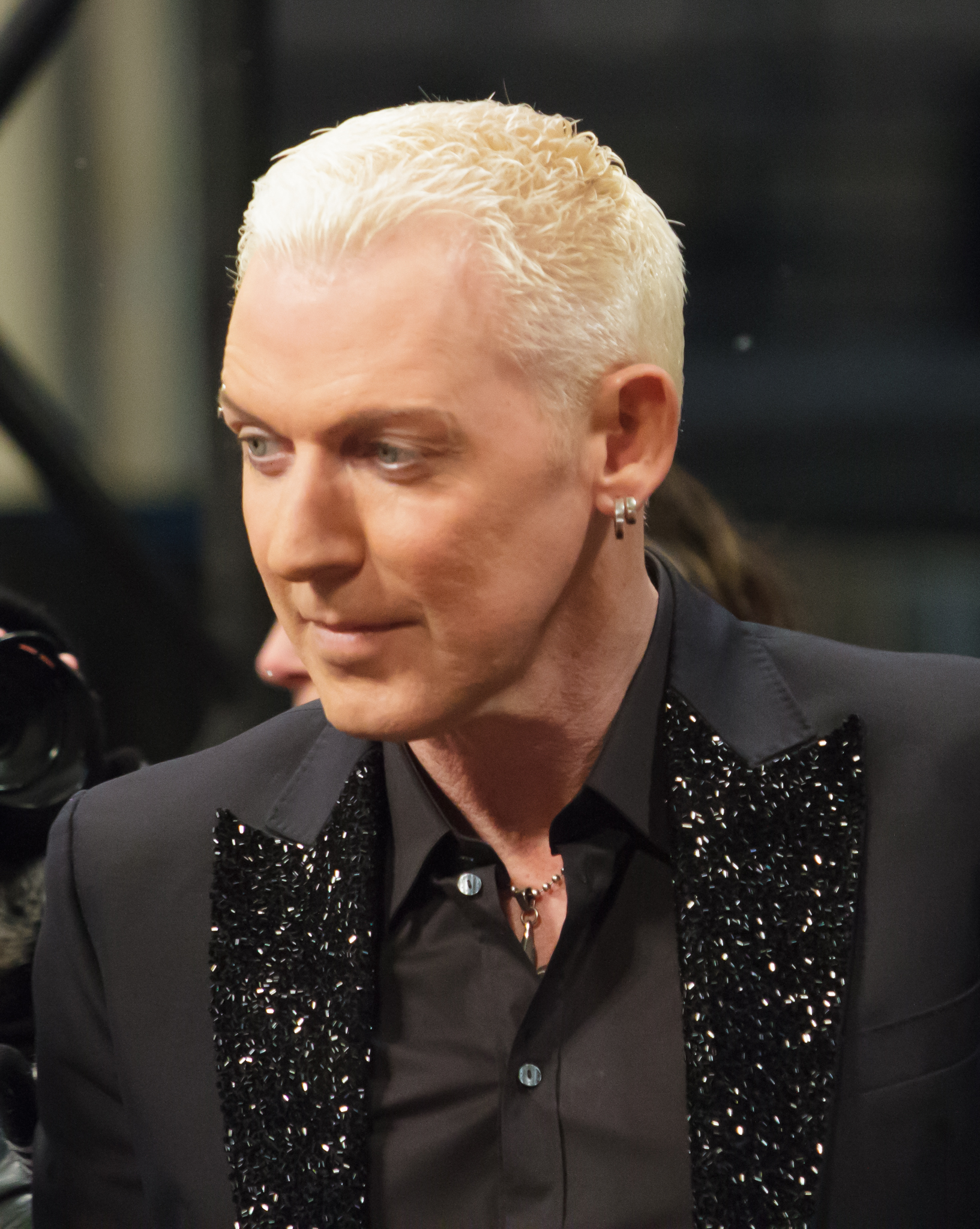
H.P. Baxxter en el Echo 2013

A pesar de su éxito, en 1993 H. P. Baxxter contactó con Jens Thele con quien había trabajado en Edel Company, un sello discográfico de música independiente de Hamburgo.
Rápidamente desarrollaron los mismos gustos musicales y junto con Ferris Bueller (primo de Baxxter) formaron el equipo de remezclas The Loop! en el verano de 1993. Con el tiempo, se convirtieron en unos de los mejores remezcladores de temas de Alemania.
Trabajaron con Adeva, Holly Johnson, RuPaul, Tony Di Bart, The Tag Team y Marky Mark, entre otros. 
A principios de 1994, querían hacer un nuevo proyecto, un grupo llamado Scooter, que es una de las bandas alemanas de mayor éxito.

## Discografía
Meanwhile (1990)
1. Ordinary town
2. My jealousy
3. Will you be there
4. Maybe tomorrow
5. Don't you go
6. She's a secretary
7. Cry no more
8. Stay away
9. Could have been
10. So
11. Unattainable love
12. Strange

Continuous (1991)
1. Patience
2. Falling rain
3. A kind of tragedy
4. Love comes as a surprise
5. Distance
6. Change
7. You make me wonder
8. One more time
9. Go on
10. I believe
11. Waiting